# Atylotus horvathi
Atylotus horvathi är en tvåvingeart som först beskrevs av Szilady 1926.  Atylotus horvathi ingår i släktet Atylotus och familjen bromsar. Inga underarter finns listade i Catalogue of Life.